# Otto Kähler (Volkswirt)
Otto Kähler (* 17. April 1905 in Landkirchen, Holstein; † 11. September 1983) war ein deutscher Volkswirt.

## Werdegang
Kähler war Sohn des Lehrers Heinrich Kähler. Er kam 1931 zur Reichsbank. Ab 1951 war er Direktor bei der Landeszentralbank Schleswig-Holstein. Später war er deren Vizepräsident und von 1960 bis 1971 Präsident. 1960 bis 1973 war er Mitglied im Zentralbankrat der Deutschen Bundesbank. Anfang Mai 1973 trat er in den Ruhestand.

## Ehrungen
- 1968: Großes Verdienstkreuz mit Stern der Bundesrepublik Deutschland
- 1971: Goldene Gedenkmünze der Deutschen Bundesbank